# Resursföretagen för Film & TV i Sverige
Resursföretagen för Film & TV i Sverige är en svensk branschorganisation för svenska företag inom film- och TV-produktion i Sverige, ursprungligen bildad 1997 med säte i Stockholm.
Organisationen bildades som en ideell förening för svenska teknik- och tjänsteleverantörer inom svensk filmproduktion 1997, då under namnet Bratek. Från och med 2009 ombildades verksamheten till en ekonomisk förening med det nya nuvarande namnet och vidgades också till att vara öppen för medlemsföretag inom alla kategorier av svensk film- och TV-produktion och har i dag ett antal olika slags sådana företag som medlemmar. Organisationen fungerar som en remissinstans i filmfrågor, är anknuten till Sweden Film Commission för internationell samverkan och är med sina medlemsföretag en av stiftarna och finansiärerna bakom ett av världens största filmpriser, Startsladden.